# داكشايني

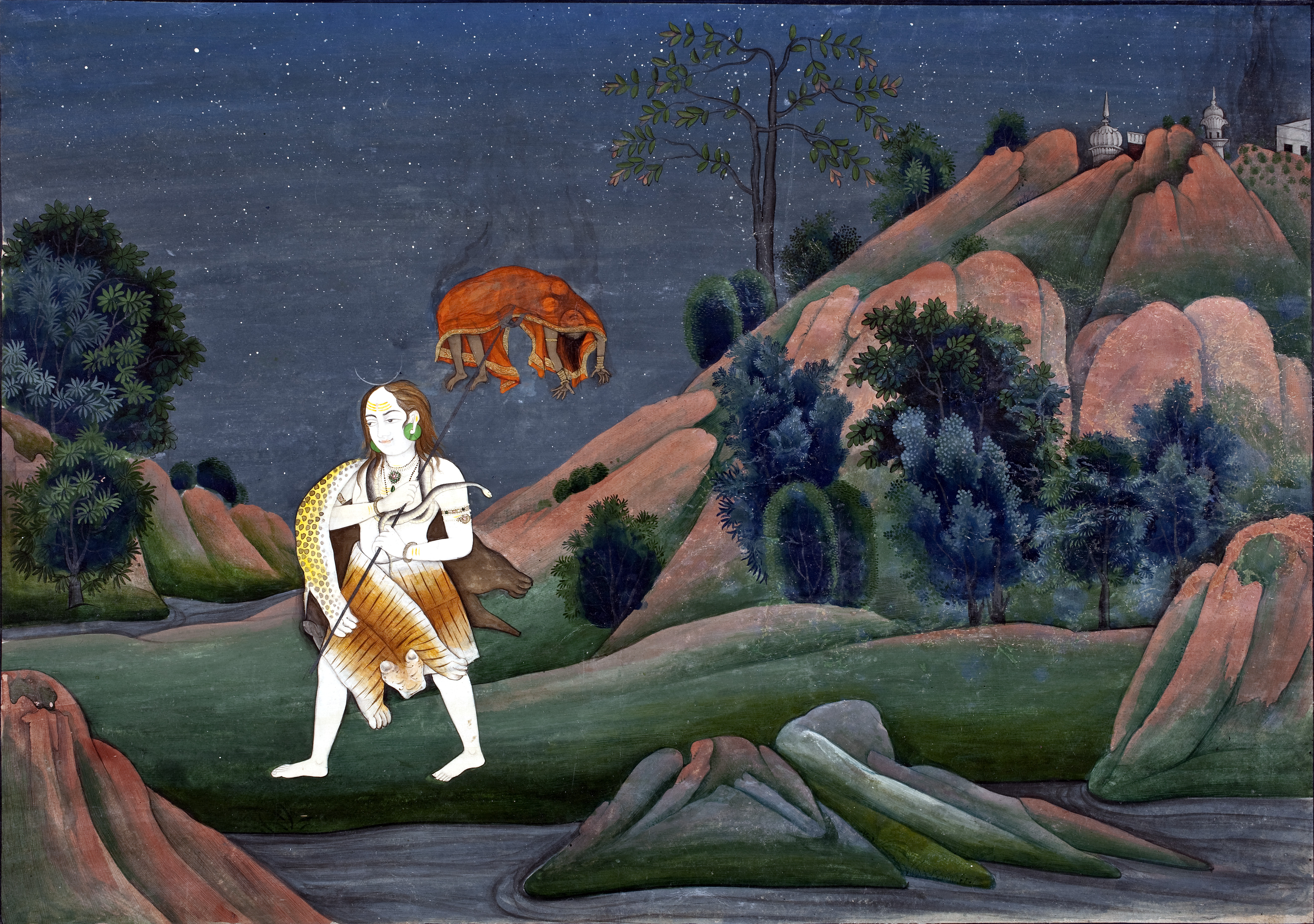
شيفا يحمل جثة ساتي على رمحه

سَتِيِ (بالديفنغارية: सती، مؤنث سات «حقيقي») أو داكشايَني هي إلهة السعادة الزوجية وطول العمر في الهندوسية. تعبد لا سيما من النساء من أجل طول عمر أزواجهن. وهي جانب من جوانب ديفي، وأول قرينة لشيفا، والثانية بارفاتي وهي تناسخ عن ساتي. تلعب ساتي في الأساطير الهندوسية دور المغرية لشيفا من العزلة والتقشف إلى المشاركة الخلاقة في العالم.

## فعل ساتي
أما فعل الساتي / ممارسة ساتي الذي تضحي فيه الأرملة الهندوسية نفسها في نار محرقة نعش زوجها تعبيرا عن الإخلاص والولاء فهو تقليد على غرار ما فعلته الإلهة ساتي والتي استمد اسم الفعل منها.